# 데 포카스, 포카스 풀가스
《데 포카스, 포카스 풀가스》(스페인어: De pocas, pocas pulgas)은 2003년 방영된 멕시코의 텔레노벨라이다.